# 荒川類右衛門
荒川類右衛門（あらかわ るいえもん）は、会津藩の中級武士で家禄は130石。
江戸時代の会津藩家老・北原采女の筆頭家臣。8代目の荒川類右衛門勝茂は、京都守護職から戊辰戦争とその後の斗南藩での生活の記録を綴った『明治日誌』を書き残した。

## 概要
荒川家の祖先は越後の豪族で、上杉家に仕えていたとされる。
上杉謙信と武田信玄が争った信州・川中島の合戦に於いて、単身武田方に斬り込んだのは、上杉謙信本人ではなく、荒川家の祖先・荒川伊豆守（あらかわいずのかみ）だったと、当家に伝えられている。荒川伊豆守は、永禄4年（1561年）に川中島で戦死した。
伊豆守亡き後、母に養育された息子・荒川義勝は、成長ののち信州・高遠で保科家に仕えることになった。高遠藩主保科正光の庶子・北原采女光次が、保科の名を返上し北原家として独立を許された際に家臣に取り立てられ、それ以後代々北原家家臣団の筆頭を務めた。
寛永20年（1643年）に、徳川幕府2代将軍・徳川秀忠の庶子・保科正之が会津藩主となり、北原采女が会津藩の家老となった際に荒川家も会津藩士となったが、荒川家初代・荒川義勝は、会津入部の道中で没した。
その後、北原家家臣団筆頭の務めは、2代目・荒川七左衛門勝興、3代目・荒川彦兵衛勝盛と受け継がれ、4代目・荒川勝俊以降は代々類右衛門と称した。
川中島以前からの先祖伝来の品々や文献なども代々受け継がれていたが、幕末の戊辰戦争の戦火でその殆どを焼失する事となった。
失われたこれらの事実を後生に伝えたのが、8代目・荒川類右衛門勝茂である。荒川勝茂は天保3年8月14日生まれ。家督相続後は、北原家9代目・北原采女光美と10代目・北原大和光国に仕えた。晩年になって、京都守護職から戊辰戦争また斗南藩での自身の体験や見聞、それに北原・荒川両家に伝わる事実などを子孫に伝えるため明治日誌として書き残し、明治42年8月9日その生涯を閉じた。